# Perry Saturn
 (mai 2025).
Motif : Temps des verbes aléatoires, Beaucoup de passages non sourcés
Perry Satullo (né le 25 octobre 1966 à Cleveland), plus connu sous le nom de Perry Saturn, est un catcheur américain. Pendant sa carrière, il a travaillé à la Extreme Championship Wrestling, World Championship Wrestling, Total Nonstop Action Wrestling, et la World Wrestling Federation.
Il devient catcheur à la fin des années 1980 et se fait d'abord connaître  à la Extreme Championship Wrestling (ECW) durant la deuxième moitié des années 1990. Il y remporte à trois reprises le championnat du monde par équipes de l'ECW avec John Kronus.

## Jeunesse
À 17 ans, Perry Satullo intègre l'armée de terre américaine et rejoint l'unité des Rangers.

## Carrière de catcheur

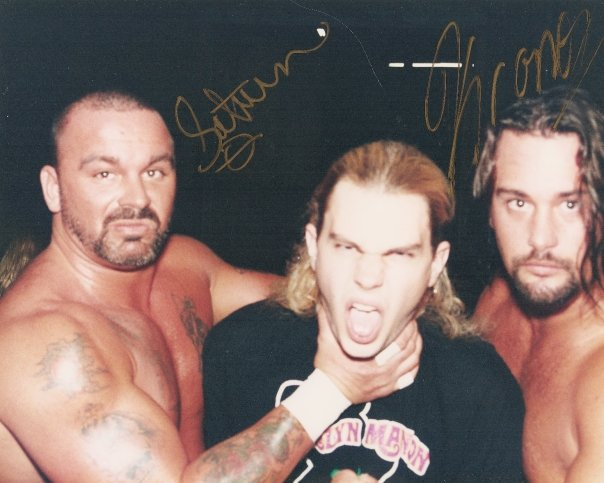
Saturn et Kronus.

### Débuts (1990-1995)
Après son passage par l'armé, Perry Satullo commence à s'entraîner dans l'école de Killer Kowalski en 1988. C'est là-bas qu'on commence à le surnommer Saturn. Il fait ses premiers combats dans des petites fédérations du Massachusetts, et rencontre John Kronus avec qui il fait régulièrement équipe.
En 1994, ils partent dans le Tennessee lutter à l'United States Wrestling Association (USWA). Ils y remportent le championnat par équipes le 2 mai après leur victoire face à Brian Christopher et Eddie Gilbert (en) . Le 13 juin, ils perdent face à JC Ice et Wolfie D, et quittent l'USWA.

### Extreme Championship Wrestling (1995-1997)
Perry Satullo et John Kronus arrivent à la Extreme Championship Wrestling (ECW) le 16 septembre 1995. Ce jour-là, ils font équipe avec Jason Knight (en) et battent les Steiner Brothers et Tazz.
Ils continuent leur ascension et deviennent champion du monde par équipes de la ECW le 3 février 1996, après leur victoire face à Mikey Whipwreck et Cactus Jack.

### World Championship Wrestling

#### The Flock
Le 28 août 1997, la World Championship Wrestling (WCW) enage Perry Satullo par le biais de l'agent Terry Taylor, qui fut impressionné par les coups encaissés par Satullo dans un Scaffold Match. Il débute à la WCW le 8 septembre face à Billy Kidman. La même année, Satullo et Kidman rejoignaient tous les deux The Flock, un clan heel d'inadaptés et de misanthropes mené par le nihiliste Raven. L'enfance de Satullo était prise en référence, Raven dégageant la violence que Satullo recevait des mains de son père. Le "garde du corps" de The Flock, Satullo remportait un titre le 3 novembre 1997 en battant Disco Inferno pour remporter le WCW World Television Championship. Il détenait le titre pendant un mois avant de le perdre contre Disco dans un match revanche.
Au début 1998, Satullo était battu par le nouveau membre du Flock Van Hammer dans un "Loser Leaves The Flock" match. Cependant, Raven préférait dégager Hammer des Flock à la place. Les problèmes commençaient à arriver entre Raven et Satullo, et ce dernier quittait finalement The Flock, tournant face en affrontant le dominateur Raven. Raven ralliait tous les autres membres du Flock à sa cause, Satullo le défiait alors à un match le 12 septembre 1998 au pay-per-view Fall Brawl. Si Satullo gagnait, The Flock serait dissous, mais si Raven gagnait, Satullo deviendrait son esclave. Satullo l'emportait grâce à l'aide de Billy Kidman, mettant ainsi fin au Flock.

#### Fin 1998-début 1999
Satullo rivalisait par la suite avec Eddie Guerrero et Ernest Miller (en) avant de d'avoir une autre rivalité avec Chris Jericho. Après que Jericho a coûté à Satullo un bon nombre de matchs grâce à l'aide d'un arbitre escroc Scott Dickinson, il se moquait des plaintes de Satullo et l'accusait de pleurer "comme une écolière". Ceci amenait Jericho à défier Satullo à un "Loser wears a dress for ninety days" match à Souled Out le 17 janvier 1999, qu'il remportait après l'aide suspecte de Dickinson. Satullo commençait donc à s'habiller de différentes façons sur le ring, et utilisait la chanson de Marilyn Manson The Beautiful People comme thème d'entrée. Il devenait joyeux en portant des robes, et même commençait à se mettre du maquillage pour compléter le tout. Satullo arrêtait de porter des robes après avoir battu Jericho dans un dog collar match à WCW Uncensored le 14 mars 1999.

#### The Revolution
Raven et Satullo se réunissaient en mars 1999, rivalisant avec Dean Malenko et Chris Benoit, des membres des Four Horsemen. À Slamboree 1999, les anciens membres des Flock battaient Benoit et Malenko et les champions Rey Mysterio et Billy Kidman pour le WCW World Tag Team Championship,. Après la blessure de Raven, Satullo perdait les titres au profit de Bam Bam Bigelow et Diamond Dallas Page quand Chris Kanyon le trahissait. Il faisait ensuite équipe avec Benoit pour tenter de récupérer les titres. Ils réussissaient, mais perdaient les titres quelques jours plus tard face à Page et Kanyon. Benoit et Satullo continuaient de faire équipe ensemble, et formaient un clan avec Shane Douglas et Dean Malenko sous le nom de The Revolution. Alors que Benoit quittait la Revolution pour s'allier avec Bret Hart, le reste de l'équipe commençait à rivaliser avec lui. Ils s'en sont ensuite pris à Jim Duggan et The Filthy Animals avant de se séparer.
Satullo et les autres débutaient des négociations avec la World Wrestling Federation, aux côtés de Eddie Guerrero. Satullo négociait un contrat de trois ans, et avec Benoit, Malenko, et Guerrero, partait pour la WWF.

### World Wrestling Federation/Entertainment

#### The Radicalz
Benoit, Guerrero, Satullo, et Malenko, appelés The Radicalz, débutaient à la WWF le 31 janvier 2000. Ils apparaissaient dans le public lors d'une édition de RAW et se bagarraient avec les New Age Outlaws après que The Road Dogg se mettait sur leur chemin. Cactus Jack les aidait à battre la heel McMahon-Helmsley Faction, mais ils se retournaient rapidement contre Jack sur ordre de Triple H pour pouvoir conserver leurs emplois, lui qui (kayfabe) contrôlait alors la WWF. Benoit quittait le groupe à l'amiable pour se consacrer pleinement à sa rivalité avec Chris Jericho, alors que les trois Radicalz restants débutaient une rivalité avec Too Cool et Chyna. Après le départ de Guerrero qui s'en allait avec Chyna, Satullo et Malenko faisaient équipe ensemble avant de se séparer.
Satullo se dirigeait ensuite vers la division Hardcore, s'en prenant au champion de l'époque Crash Holly. Après la tentative de Malenko de remporter l'Hardcore Championship lui-même, les deux anciens partenaires se retournaient chacun contre l'autre. Guerrero était inclus ans leur rivalité, ce qui amenait à un triple threat match à Judgment Day 2000 avec le European Championship de Guerrero en jeu. Guerrero a pu conserver son titre grâce à l'aide de Chyna.
Satullo était plus tard rejoint par Terri Runnels, qui devenait sa manager et sa petite amie à l'écran. Après avoir échoué au tournoi du King of the Ring, Satullo se dirigeait une fois de plus vers le European Championship, battant finalement Guerrero le 23 juillet. La rivalité de Terri avec The Kat en amenait à une autre entre Satullo et Al Snow, et le 31 août Snow battait Satullo pour le titre Européen.
The Radicalz se reformaient fin 2000, rivalisant avec la nouvelle D-Generation X et les battant aux Survivor Series 2000. Cette même soirée, les Radicalz attaquaient Steve Austin durant son match avec Triple H, reformant brièvement leur alliance avec Triple H.
Dean Malenko commençait à draguer Lita, la manager des The Hardy Boyz. Ceci menait à une rivalité entre les Radicalz et Hardy Boyz, les anciens battant ces derniers à Armageddon 2000. Satullo aidait Guerrero à battre Test à WrestleMania X-Seven, mais Guerrero quittait plus tard les Radicalz une fois de plus, les réduisant encore à Satullo et Malenko (Benoit était parti début 2001), alors que Terri accompagnait toujours Satullo. Les restes des Radicalz retournaient à la division par équipe.

#### Moppy
Le 12 mai 2001, Satullo affrontait un jobber, Mike Bell, lors d'une édition de WWF Jakked (en). Bell portait un arm drag, frappant Satullo en pleine tête, Satullo devenait apparemment enragé et frappait durement Bell. Satullo répondait à Bell avec un coup de pied et l'envoyait en dehors du ring, Belle retombait tête première. Il poursuivait son assaut sur le semi inconscient Bell, et le projetait contre les escaliers en métal aux alentours du ring. Satullo affirmait qu'il était groggy après son coup reçu à la tête et qu'il faisait à l'instinct.
Après le match contre Bell, Satullo avait immédiatement un changement de gimmick, en tant que punition possible pour ses actions, et était impliqué dans des storylines où il devenait amoureux d'un balai. Après avoir reçu un (kayfabe) traumatisme au cerveau dans des matchs contre Acolytes Protection Agency et Raven, Satullo commençait à faire des actes excentriques et parlait avec non-sens, à la suite d'une commotion cérébrale. Satullo commençait à dire absurdement « you're welcome » à différentes intervalles, et ensuite commençait à tomber amoureux de Moppy, un balai qu'il croit vivant. Terri Runnels disait à Satullo de choisir entre Moppy et elle, et était furieuse sur le fait que Satullo ait choisi le balai. Elle quittait Satullo pour Raven, qui l'aidait dans sa vergence sur Satullo en kidnappant Moppy et en la donnant en pâture à un broyeur. Satullo remportait d'une certaine mesure sa revanche, quand il bat Raven à Unforgiven 2001 le 23 septembre.
En avril 2002, Satullo se blessait à nouveau au ligament croisé antérieur, et était ainsi mis de côté pendant quatre mois. Pendant cette période, la WWF se renommait World Wrestling Entertainment, ce qui n'affectait pas Satullo jusqu'à ce qu'il soit renvoyé par la WWE avant de revenir en novembre 2002.

### Circuit indépendant, retraite et disparition
Après avoir quitté la WWE, Satullo allait en tournée en Europe et en Australie avec la fédération World Wrestling All-Stars, où il était le protégé de Midajah (en)[réf. nécessaire].
Le 26 mars 2003, Satullo commence à catcher à la Total Nonstop Action Wrestling. Il forme une équipe de perdants avec des anciens de la ECW, The Sandman et New Jack, et effectue quelques matchs hardcore avant de quitter la fédération un mois plus tard[réf. nécessaire].
En avril 2004, Satullo a reçu trois balles dans la nuque avec un pistolet de calibre .25 alors qu'il faisait échouer une tentative de viol, souffrant de sévères dommages dans ses vertèbres,. Après s'être fait implanter des plaques de fer dans sa nuque, Satullo retournait sur le ring le 17 septembre 2004, en continuant à recevoir un traitement péridurale. Depuis, Satullo a continué de faire des apparitions sur le circuit indépendant mais il a dû se diriger vers une semi-retraite partielle en raison de la gravité de sa blessure à la nuque[réf. nécessaire].
Perry Saturn était, depuis 2004, porté disparu. En novembre 2009, le Wrestling Observer annonce qu'il a été retrouvé vivant et en bonne santé. En juin 2009, il se maria à une femme prénommée Lisa Marie Kuhlemeier et vivent tous les deux à Albert Lea, dans le Minnesota, avec ses deux enfants à elle.
Satullo a été aperçu dans les coulisse de Bragging Rights le 24 octobre 2010.

## Palmarès et accomplissements
- Extreme Championship Wrestling
  - 3 fois ECW Tag Team Champion (avec John Kronus)[26]
- International Wrestling Federation (Massachusetts)
  - 2 fois IWF Light Heavyweight Champion
  - 1 fois IWF Tag Team Champion (avec Terra Ryzing)
- United States Wrestling Association
  - 1 fois USWA World Tag Team Champion (avec John Kronus)
- United States Wrestling Federation
  - 1 fois USWF Light Heavyweight Champion
- World Championship Wrestling
  - 2 fois WCW World Tag Team Champion (1 fois avec Raven, 1 fois avec Chris Benoit)[14]
  - 1 fois WCW World Television Champion[10]
- World Wrestling Federation
  - 1 fois WWF European Champion
  - 2 fois WWF Hardcore Champion
- Pro Wrestling Illustrated
  - Classé numéro 105 des 500 meilleurs catcheurs en 2003[27]
  - Classé numéro 89 des meilleures équipes lors du PWI Years avec John Kronus[28]